# Estádio Metropolitano Roberto Santos
Estádio Metropolitano Roberto Santos – stadion wielofunkcyjny w Salvador, Bahia, Brazylia.
Pierwszy gol: Douglas (Bahia)